# Veronica austriaca
Espèce
Classification phylogénétique
Veronica austriaca est une des espèces les plus répandues parmi les véroniques, plantes du genre Veronica et de la famille des Plantaginacées, appartenant à l'ordre des Lamiales (le genre Veronica était autrefois classé dans la famille des Scrofulariacées et dans l'ordre des Scrophulariales).
L'espèce regroupe un certain nombre de sous-espèces, qui avaient autrefois le rang d'espèces.
Aussi, cette espèce n'a pas ou plus de véritable nom vernaculaire, à la différence de ses sous-espèces.
En effet, l'appellation Véronique d'Autriche semble maintenant être attribuée spontanément, par traduction littérale, sans qu'il y ait forcément une réalité géographique.

## Les sous-espèces deVeronica austriaca
- Veronica austriaca L. subsp. austriaca
- Veronica austriaca L. subsp. dentata (F.W.Schmidt) Watzl, la véronique dentée.
- Veronica austriaca L. subsp. dubia (Chaix ex Lapeyr.) Kerguélen, la Véronique d'Orsini ou Véronique douteuse.
- Veronica austriaca L. subsp. jacquinii Baumg.
- Veronica austriaca L. subsp. pseudochamaedrys (Jacq.) Kerguélen, la Véronique faux petit-chêne.
- Veronica austriaca L. subsp. scheereri L., la Véronique de Scheerer.
- Veronica austriaca L. subsp. teucrium (L.) D.A.Webb, la véronique germandrée - syn. Veronica teucrium

## Illustrations

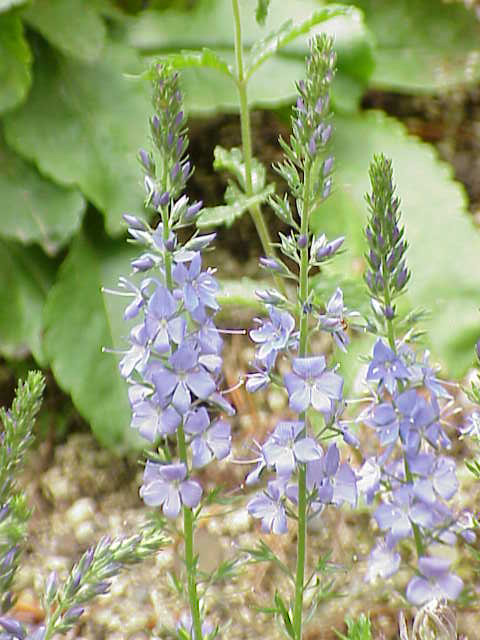
Veronica austriaca subsp. austriaca
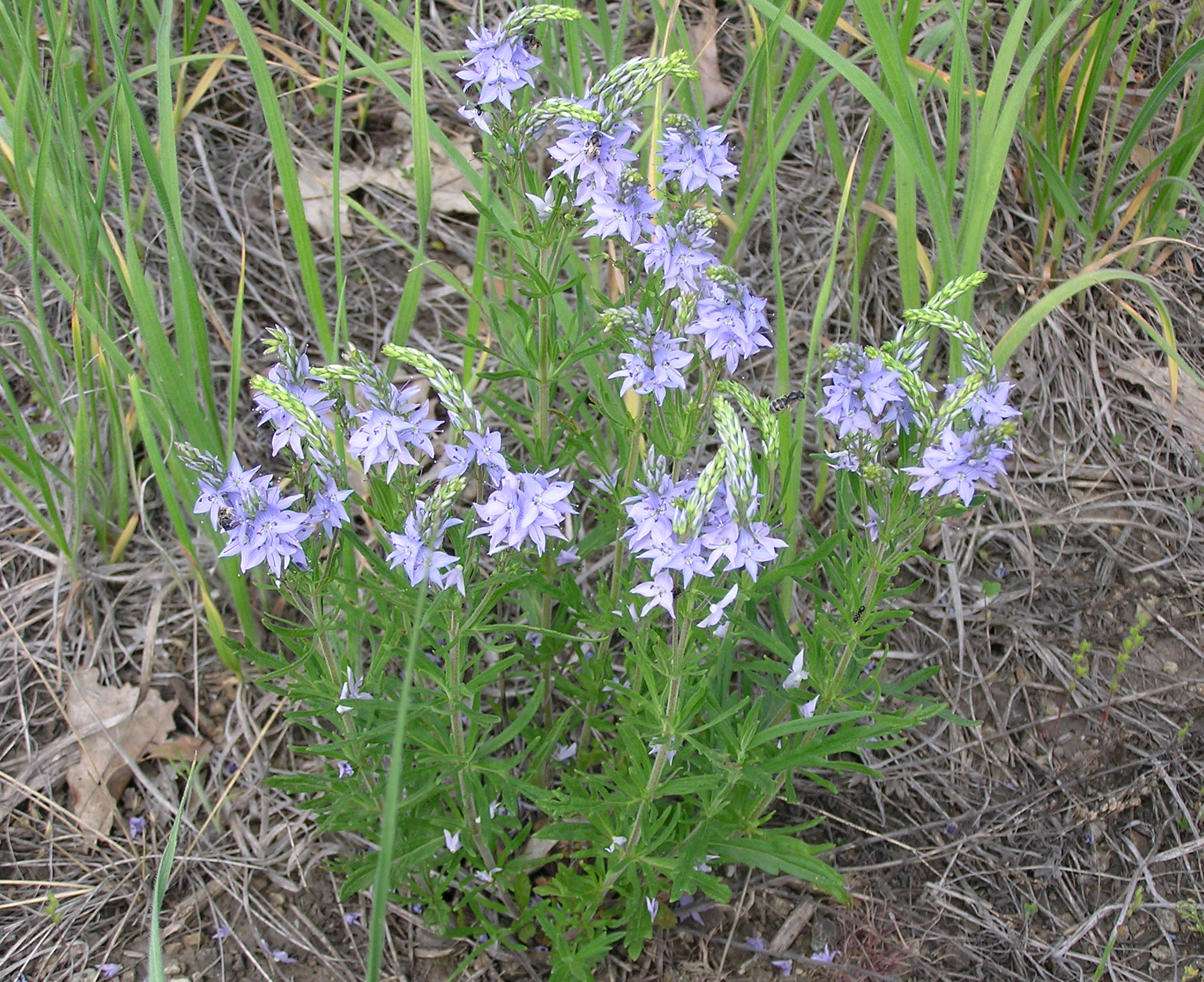
Veronica austriaca subsp. jacquinii
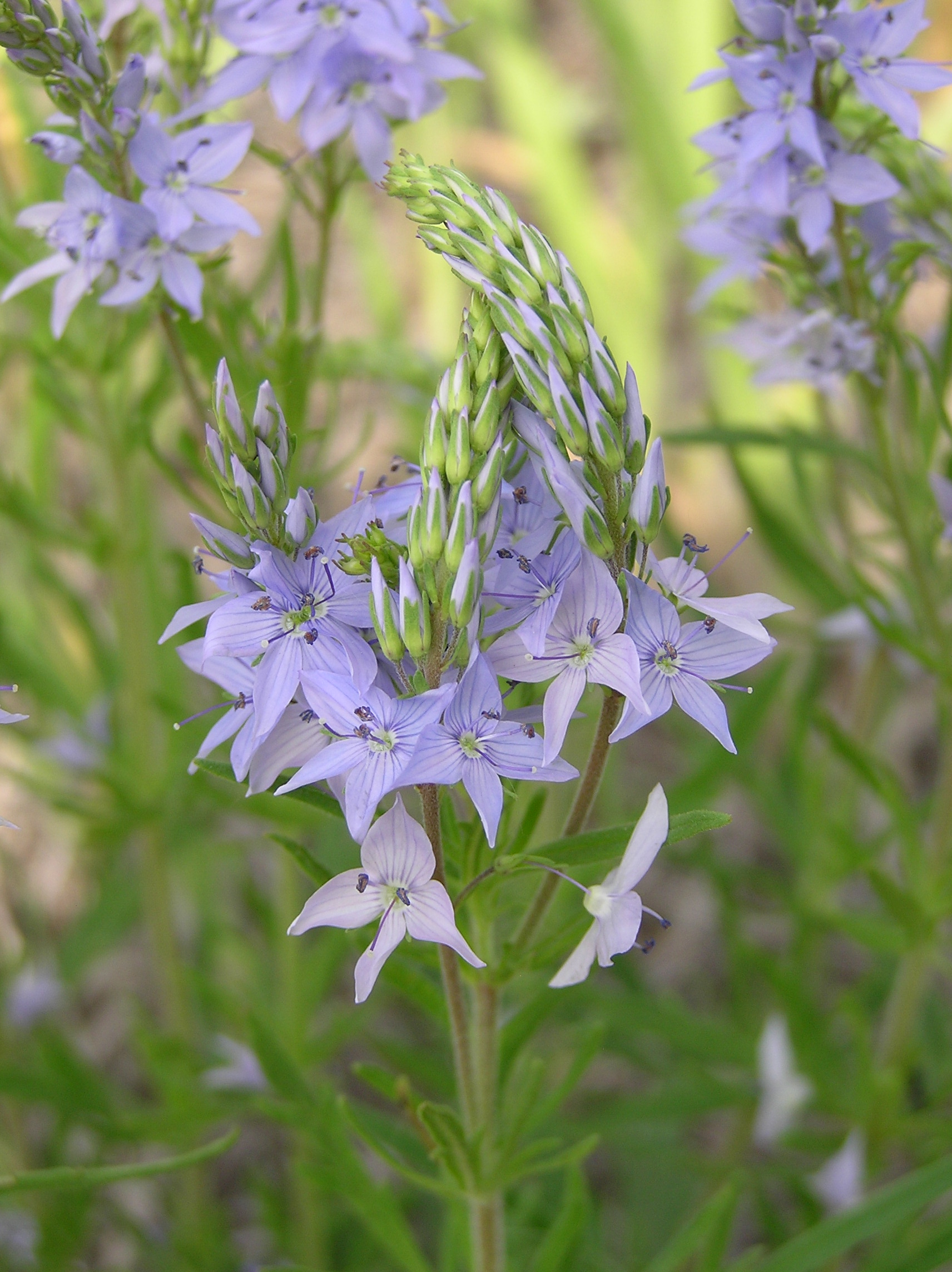
Veronica austriaca subsp. jacquinii (inflorescences)